# Тьма (притока Південного Бугу)
Тьма (Суха Тьма) — річка  в Україні, у Гайсинському й Теплицькому  районах Вінницької області, ліва притока Південного Бугу  (басейн Чорного моря).

## Опис
Довжина річки 21 км., похил річки — 4,3 м/км. Формується з багатьох безіменних струмків та водойм.  Площа басейну  81,7 км².

## Розташування
Бере  початок на південному заході від Шиманівки. Тече переважно на південний схід через Побірку, Петрашівку і навпроти Сумівки впадає у річку Південний Буг.
Річку перетинає автомобільна дорога Т 0224